# Alfred Burdon Ellis
Alfred Burdon Ellis (Woolwich; 10 de enero de 1852- Tenerife, 28 de diciembre de 1894) fue un oficial del ejército británico. Publicó varias obras sobre la etnografía del África Occidental en la segunda mitad del siglo XIX.

## Biografía
Nació en Bowater House, Woolwich, el 10 de enero de 1852. Era Hijo del teniente general Sir Samuel Burdon Ellis y de Louisa Drayson, hija del gobernador de la Waltham Abbey factory. Fue educado en la Royal Naval School (New Cross, Londres), un colegio internado para los hijos de los oficiales de la marina inglesa. El 2 de noviembre de 1872, con 20 años, ingresa en el ejército como subteniente en el 34th Reguiment of Foot (Regimiento 34 de Infantería (Cumberland)). El 12 de noviembre de 1873 es ascendido a teniente en el 1st West India Regiment (1.er Regimiento de las Indias Occidentales). El regimiento es destinado a la región del pueblo Asante (o Ashanti), en el Golfo de Guinea y actual Ghana. Alfred llega a la Costa de Oro en diciembre de 1873, comenzando así su larga relación de cerca de 20 años con el África Occidental. Combatió en la tercera  Guerra anglo-asante y fue condecorado.
A inicios de 1874 es destinado temporalmente en Sekondi, para trabajar en asuntos civiles. En mayo de 1874 retorna al servicio militar. En 1875, visitó Monrovia, y 1876 lo pasó principalmente en las Indias Occidentales (Caribe). En marzo de 1877 visitó Gambia de camino a Sierra Leona, a donde había sido enviado su regimiento. El verano de 1877 lo pasó en Inglaterra. El 27 de octubre de 1877 fue destinado de comisario a la Costa de Oro. Tuvo que inspeccionar el entorno de Mankessim, en el país de la tribu Fante. Desde enero de 1878 ejerció de comisario en el distrito de Keta. En octubre y noviembre de 1878 su misión fue mantener el orden en el área del pueblo Anlo. Cuando resultó herido, se le ordenó regresar a Acra (diciembre de 1878) pero rechazó volver alegando que tenía que inspeccionar el contrabando. 
El 2 de julio de 1879 es ascendido a capitán del 1.er Regimiento de las Indias Occidentales. Es destinado a Sudáfica donde participó en la guerra anglo-zulú, en labores de inteligencia militar. En octubre dejó Sudáfrica para marchar de nuevo al Golfo de Guinea y visitar Whydah (Dahomey). En la primavera de 1880, viajó a Lagos, Bonny y Viejo Calabar, regresando a Sierra Leona en enero de 1881. Se le destinó con su regimiento a la Costa de Oro, región amenazada de guerra por los Asante. El 2 de febrero de 1881 llegó a la Costa del Cabo (Cape Coast), y el 8 de febrero se le ordenó que custodiara la ciudad costera de Annamaboe con 100 hombres. Pasada la amenaza dejó el puesto militar pero permaneció durante algún tiempo en la Costa de Oro. 
El 13 de febrero de 1884 es ascendido a mayor. En 1886 volvió a estar al mando de las tropas en la Costa de Oro. En 1889 le destinaron con parte de su regimiento a las islas Bahamas, ejerciendo el mando hasta que fue ascendido a teniente coronel (4 de febrero de 1891). De vuelta a África, es destinado en Freetown, Sierra Leona, para asumir el mando del ejército británico en la costa occidental africana. El 2 de marzo de 1892 recibió el rango local de coronel en África Occidental. En mayo de 1892, por ausencia del gobernador y durante breve tiempo, ejerció de gobernador de Sierra Leona. 
En junio de 1892, lideró una expedición punitiva (de castigo) al país Tambaka, en el protectorado de Sierra Leona (hoy junto a la frontera con Guinea), y capturó Tambi. Inmediatamente después fue llamado a Gambia para emprender operaciones que terminaron con la toma de Toniataba, que estaba en manos de partidarios Fodi Kabba, un dirigente morabito. Alcanzó un acuerdo diplomático con los franceses para la pacificación de la zona. Por su conducta, Ellis fue condecorado con la C.B. (9 de agosto de 1892) y la medalla de África Occidental.
A finales de 1893 Ellis fue encargado de dirigir una expedición contra la tribu Sofa maliense liderada por Samory Touré. En el curso de la expedición se produjo el incidente de Waiima, distrito de Kono, Sierra Leona, cuando las fuerzas británicas y francesas se dispararon entre sí, produciéndose bajas. Al regresar de esta expedición, fue atacado de fiebres. El 16 de febrero viajó a Tenerife, Islas Canarias, para recuperarse. No fue así y murió el 5 de marzo de 1894. Sus restos descansan en el cementerio inglés de Las Palmas de Gran Canaria.

## Obras
- West African Sketches, 1881.
- The Land of Fetish. Chapman & Hall, 1883
- West African Islands. London, Chapman and Hall, 1885, First edition (Según cuenta el autor, el material para este trabajo lo sacó de anotaciones tomadas durante sus visitas a las islas próximas a África Occidental, en el curso de quince viajes entre el sur y el oeste de África, entre 1871 y 1882. Describe la geografía, naturaleza, historia, producción, clima, etc de Santa Helena, Ascensión, Fernando Poo, Islas de Los, St. Vincent, San Antonio, Goree, Gran Canaria, Tenerife, Madeira.)
- A History of the West India Regiment, 1885.
- South African sketches. London, Chapman and Hall, 1887
- The Tshi-Speaking peoples of the Gold Coast of West Africa: their religion, manners, customs, laws, language etc. London. Chapman & Hall, 1887
- A history of the Gold Coast of West Africa. Alfred Burdon Ellis. - Reprint [d. Ausg.] London 1893. - New York : Negro Univ. Press, 1969
- The Yoruba-Speaking peoples of the Slave Coast of West Africa : their religion, manners, customs, laws, language etc. ; with an appendix containing a comparison of the Tshi, Ga, Ewe and Yoruba languages. London. Chapman and Hall, 1894
- The Ewe-speaking peoples of the slave coast of West Africa : their religion, manners, customs, laws, languages etc. Photomechan. repr. after the ed. of 1890. Oosterhout. Anthropol. Publ., 1970